# Kazimierz Wojniakowski
Kazimierz Wojniakowski (Krakkó, 1771 vagy 1772 – ?, 1812. január 20. vagy december 20.) lengyel festő, rajzoló, szabadkőműves.

## Élete
Marcel Bacciarelli tanítványa volt, de hatással volt rá Josef Grassi osztrák festő is. Elsősorban portrékat festett. Többek között Izabela Czartoryska hercegnő, Tadeusz Kościuszko, II. Szaniszló Ágost lengyel király és Stanisław Sołtyk arcképét készítette el. Munkáit realisztikus arcelemzés jellemezte.
A portrék mellett másféle képeket is festett. Ilyen pl. a Társasági összejövetel a parkban (1797) című képe, vagy az a történelmi tárgyú mű, ami az 1791. május 3-i alkotmányt éppen megalkotó nagy szejm ülését ábrázolja (1806). Vallásos tárgyú képeket is készített, a Lublini vajdaságban tett utazását pedig rajzokban örökítette meg.

Válogatott művei
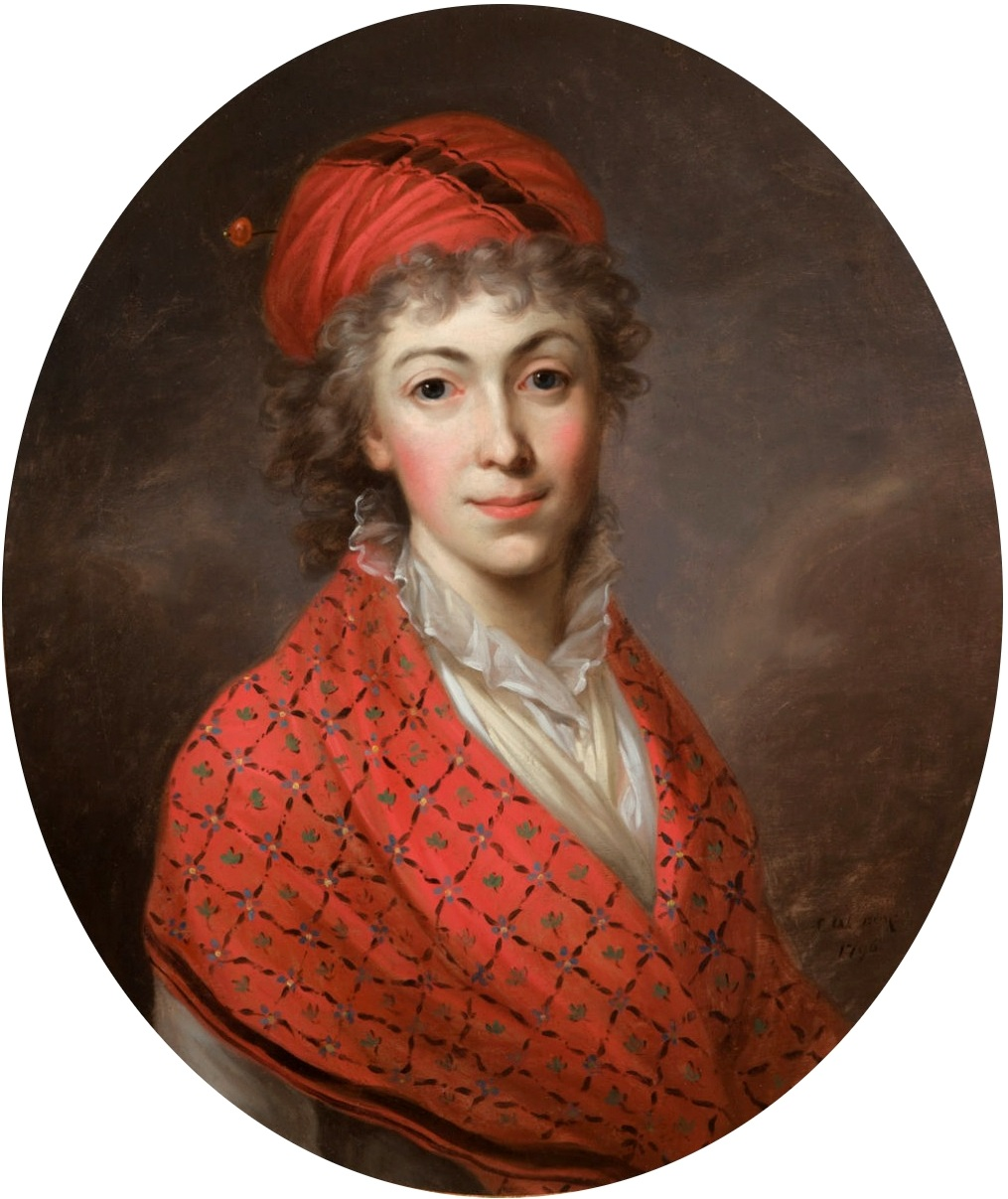
Izabela Czartoryska arcképe (1796) Nemzeti Múzeum, Krakkó – Czartoryski-gyűjtemény
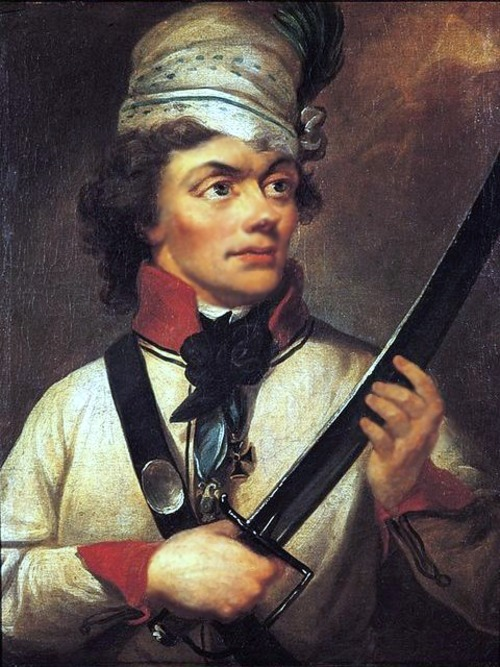
Tadeusz Kościuszko
Józef Antoni Kossakowski portréja (1794) Nemzeti Múzeum, Krakkó
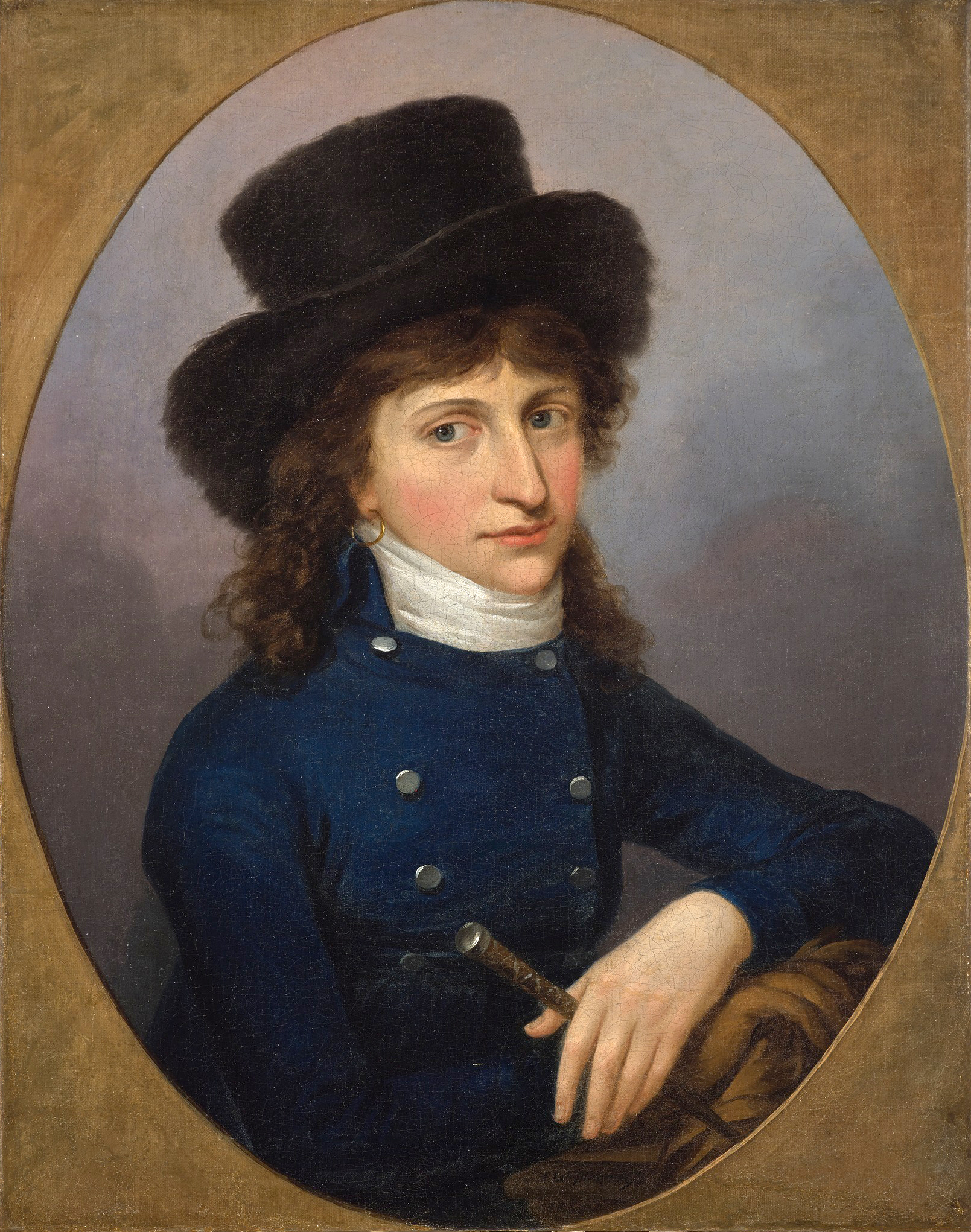
Kazimiera Wilżyna (1798)
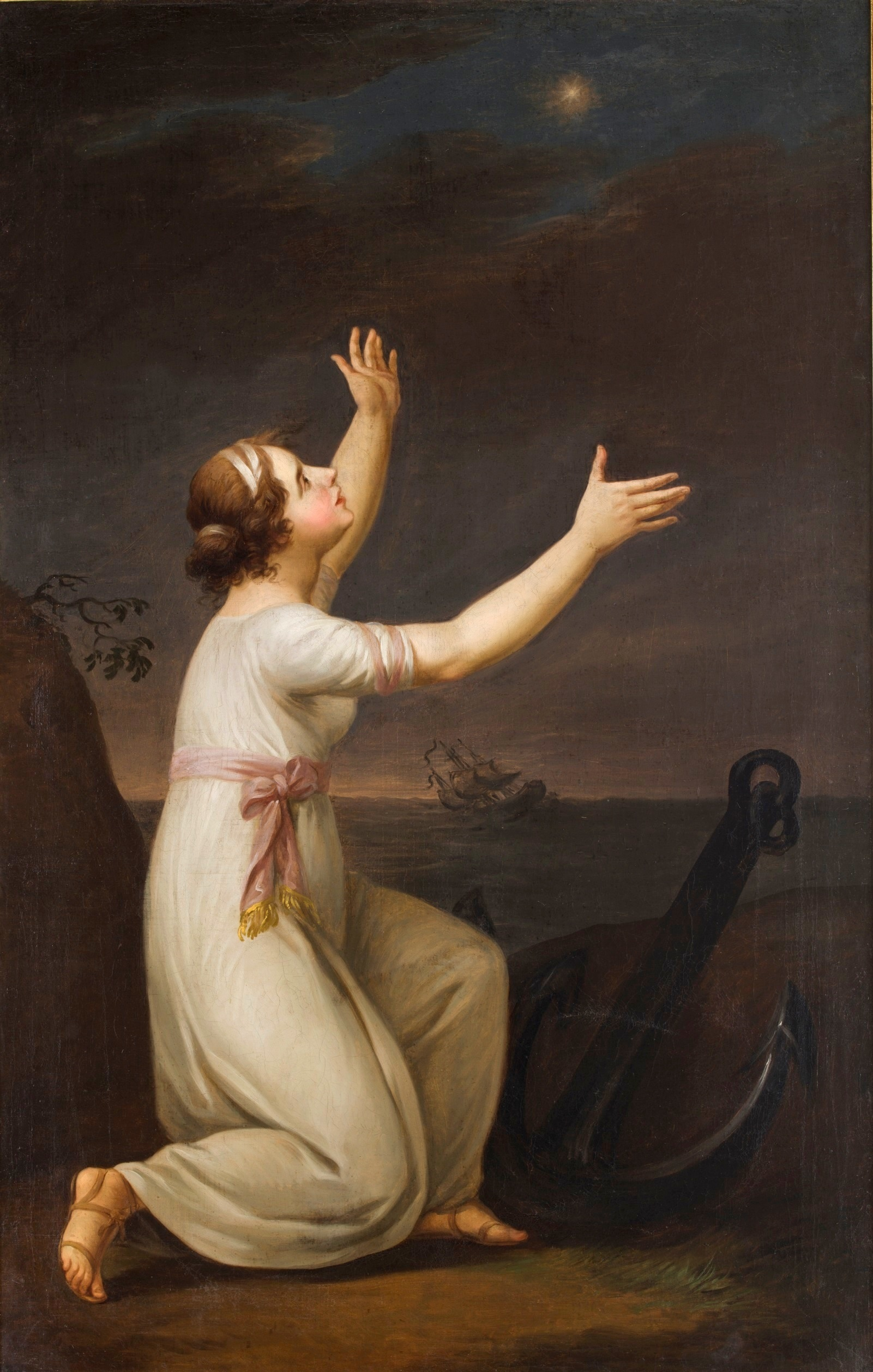
A Remény allegóriája (1807) Nemzeti Múzeum, Poznań
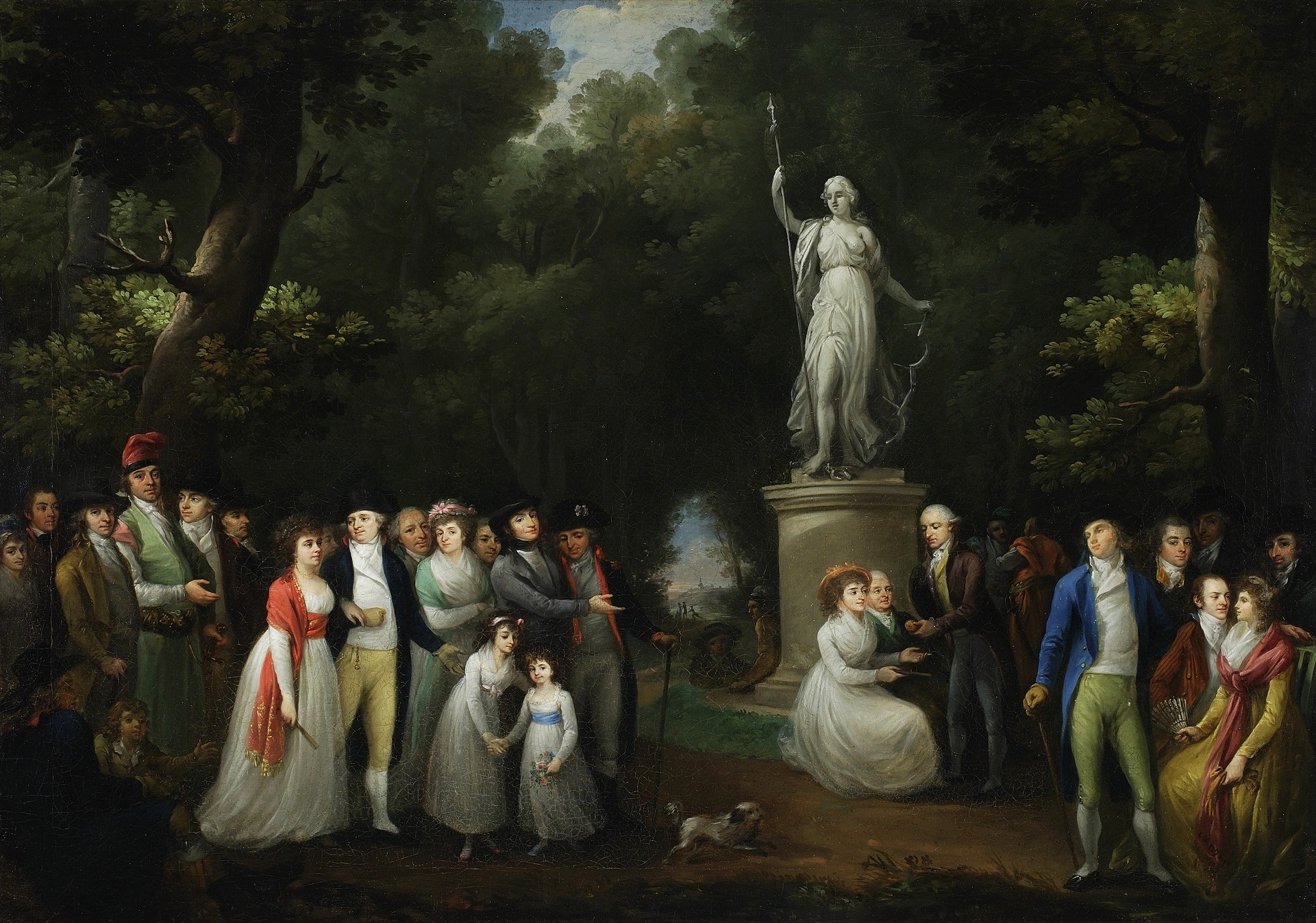
Társasági összejövetel a Parkban (1797) Nemzeti Múzeum, Varsó
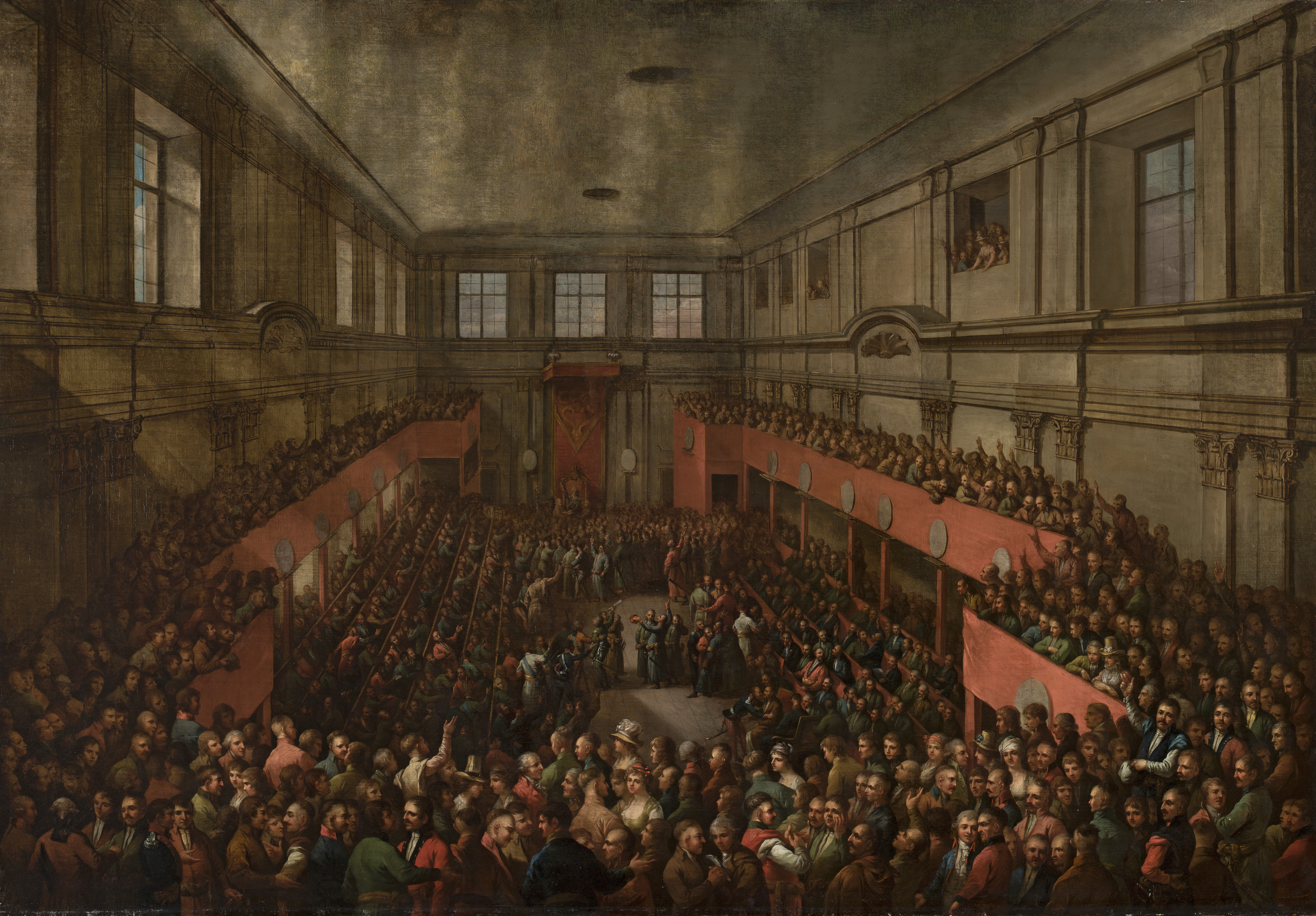
Az Alkotmány elfogadása május 3-án (1806) Nemzeti Múzeum, Varsó

## Fordítás
- Ez a szócikk részben vagy egészben a Kazimierz Wojniakowski című lengyel Wikipédia-szócikk ezen változatának fordításán alapul.  Az eredeti cikk szerkesztőit annak laptörténete sorolja fel. Ez a jelzés csupán a megfogalmazás eredetét és a szerzői jogokat jelzi, nem szolgál a cikkben szereplő információk forrásmegjelöléseként.